# Поучение (жанр)
Поучение — разновидность жанра древнерусского красноречия. Поучение — это жанр, в котором древнерусские летописцы пытались представить модель поведения для любого русского человека: и для князя, и для простолюдина.
Самым ярким образцом жанра является включённое в состав «Повести временных лет» «Поучение Владимира Мономаха», датированное 1096 годом. В это время распри между князьями в битве за престол достигли апогея. В своем поучении Владимир Мономах дает советы о том, как следует организовывать свою жизнь. Он говорит, что нет необходимости искать спасения души в затворничестве. Служить Богу необходимо, помогая нуждающимся. Отправляясь на войну, следует молиться — Бог обязательно поможет. Эти слова Мономах подтверждает примером из своей жизни: он принимал участие во многих сражениях — и Бог его хранил. Мономах говорит о том, что следует посмотреть, как устроен мир природы, и стараться устраивать общественные отношения по образцу гармоничного мироустройства. Поучение Владимира Мономаха обращено к потомкам.